# 伯福德維爾 (密蘇里州)
伯福德維爾（英語：Burfordville）是位於美國密蘇里州開普吉拉多縣的普查規定居民點。

## 歷史
伯福德維爾的郵局自1869年營運至今。

## 人口
根據2020年美國人口普查的數據，伯福德維爾的面積為0.87平方千米，皆為陸地。當地共有人口87人，而人口密度為每平方千米100人。